# Joan Borràs
Joan Borràs i Basora (Barcelona, 10 de noviembre de 1940) es un actor de teatro, cine y de doblaje español. Debutó en el teatro en 1957 con la Compañía de Joan Capri. Ha participado en numerosas películas y series de televisión de TV3, como Secrets de família (1995). En 1995 ganó el Premio de Textos Teatrales de la Associació d'Actors i Directors Professionals de Catalunya (AADPC) con Pròleg y en 2001 fue galardonado con la Creu de Sant Jordi.

## Filmografía
- La ciudad quemada (1976)
- La orgía (1978)
- Salut i força al canut (1979)
- El vicario de Olot (1981)
- La quinta del porro (1981)
- La batalla del porro (1981)
- Pa d'àngel (1984)
- Perras callejeras (1985)
- La febre d'or (1993)
- El embrujo de Shanghai (2002)
- Forasteros (2003)